# Laraesima ochreoapicalis
Laraesima ochreoapicalis är en skalbaggsart som beskrevs av Stefan von Breuning 1973. Laraesima ochreoapicalis ingår i släktet Laraesima och familjen långhorningar. Inga underarter finns listade i Catalogue of Life.